# Oiargues
Oiargues (en francès Aujargues) és un municipi francès situat al departament del Gard i a la regió d'Occitània.